# Klucz 5
Klucz 5, oznaczający „drugi” lub „hak” – jeden z sześciu kluczy Kangxi składających się z jednej kreski.
W słowniku Kangxi pod tym kluczem umieszczono 42 ze wszystkich 40 000 znaków.
Klucz 5 jest jedną z ośmiu podstawowych kresek znaku 永, który stanowi podstawę nauki kaligrafii chińskiej.

## Znaki zawierające klucz 5
| Kreski                 | Znak                    |
| ---------------------- | ----------------------- |
| bez dodatkowych kresek | 乙 乚 乛                |
| 1 dodatkowa kreska     | 乜 九                   |
| 2 dodatkowe kreski     | 乞 也 习                |
| 3 dodatkowe kreski     | 乢 乣 乤 乥             |
| 4 dodatkowe kreski     | 乧                      |
| 5 dodatkowych kresek   | 乨 乩 乪 乫 乬 乭 乮 乯 |
| 6 dodatkowych kresek   | 乱 乲                   |
| 7 dodatkowych kresek   | 乳 乴 乵 乶 乷 乸       |
| 8 dodatkowych kresek   | 乹 乺 乻 乼 乽          |
| 10 dodatkowych kresek  | 乾 乿 亀                |
| 11 dodatkowych kresek  | 亁                      |
| 12 dodatkowych kresek  | 亂 亃 亄                |